# Firebolt
Die Firebolt, auch USS Firebolt (Kennung: PC-10), ist ein Patrouillenboot der US Navy und das zehnte Schiff der Cyclone-Klasse. Es ist etwa 53 m lang und trägt eine Besatzung von etwa 30 Seeleuten; sein Heimathafen ist die Naval Amphibious Base Little Creek in Norfolk, Virginia.  Die Bewaffnung besteht aus zwei M242 Bushmaster-Maschinenkanonen, zwei 40-mm-Maschinengranatwerfer Mk 19, zwei 12,7-mm-Maschinengewehren, sowie sechs FIM-92 Stingerraketen.

## Einsatz im Persischen Golf
Im Februar 2003 wurde die Firebolt im Rahmen der Operationen Enduring Freedom und Iraqi Freedom nach Bahrain zu Einsätzen im Persischen Golf verlegt. Um das Boot ohne Unterbrechung im Einsatz halten zu können, tauschte man die Besatzung in einem Rotationsverfahren fortwährend aus. Am 24. April 2004 versuchte ein Festrumpfschlauchboot der Firebolt eine Dhau, die sich dem Khawr-Al-Amaya-Öl-Terminal im Irak näherte, aufzubringen. Als sich die siebenköpfige Entermannschaft dem irakischen Boot näherte, explodierte dieses. Der Selbstmordanschlag brachte das amerikanische Schlauchboot zum Kentern, zwei Seeleute der US-Marine, Petty Officer First Class Michael J. Pernaselli, 27 und Petty Officer Second Class Christopher E. Watts 28, sowie Petty Officer Third Class Nathan Bruckenthal, 24, Angehöriger der US-Küstenwache, kamen dabei ums Leben. Bruckenthal war seit dem Vietnamkrieg das erste Mitglied der US-Küstenwache das bei einem Kriegseinsatz ums Leben kam. Die Überlebenden des Anschlags wurden von Seahawk-Hubschraubern der australischen Fregatte HMAS Stuart aufgenommen.
Im Februar 2004 kollidierte die Firebolt vor der irakischen Küste mit einer Navigationsboje. Als Ergebnis der nachfolgenden Untersuchung wurde Lieutenant Commander Michael T. Sullivan seines Kommandos enthoben.